# Cavaglio d'Agogna
Cavaglio d'Agogna est une commune italienne de la province de Novare dans la région du Piémont en Italie.
Un enfant du pays, né le 12 août 1917, Giuseppe Tacca, naturalisé français en 1948 sous l'identité de Pierre Joseph Tacca, a participé à quatre reprises au Tour de France cycliste en gagnant une étape en 1947.

## Administration
| Période                                  | Période | Identité | Étiquette | Qualité |
| ---------------------------------------- | ------- | -------- | --------- | ------- |
|                                          |         |          |           |         |
| Les données manquantes sont à compléter. |         |          |           |         |

### Communes limitrophes
Barengo, Cavaglietto, Fara Novarese, Fontaneto d'Agogna, Ghemme, Sizzano